# CT Serpentis
CT Serpentis eller  Nova Serpentis 1948 var en snabb nova i stjärnbilden Ormen. 
Novan upptäcktes den 18 februari  1948 av den georgiske astronomen R. Bartaya. Den nådde magnitud +6,0 i maximum och avklingade sedan snabbt. Den är nu en stjärna av 16:e magnituden. 